# Michel Dibler
Michel Dibler, auch Dübler oder Dybler († 14. Dezember 1593 in Flensburg) war ein Glockengießer.

## Leben und Wirken

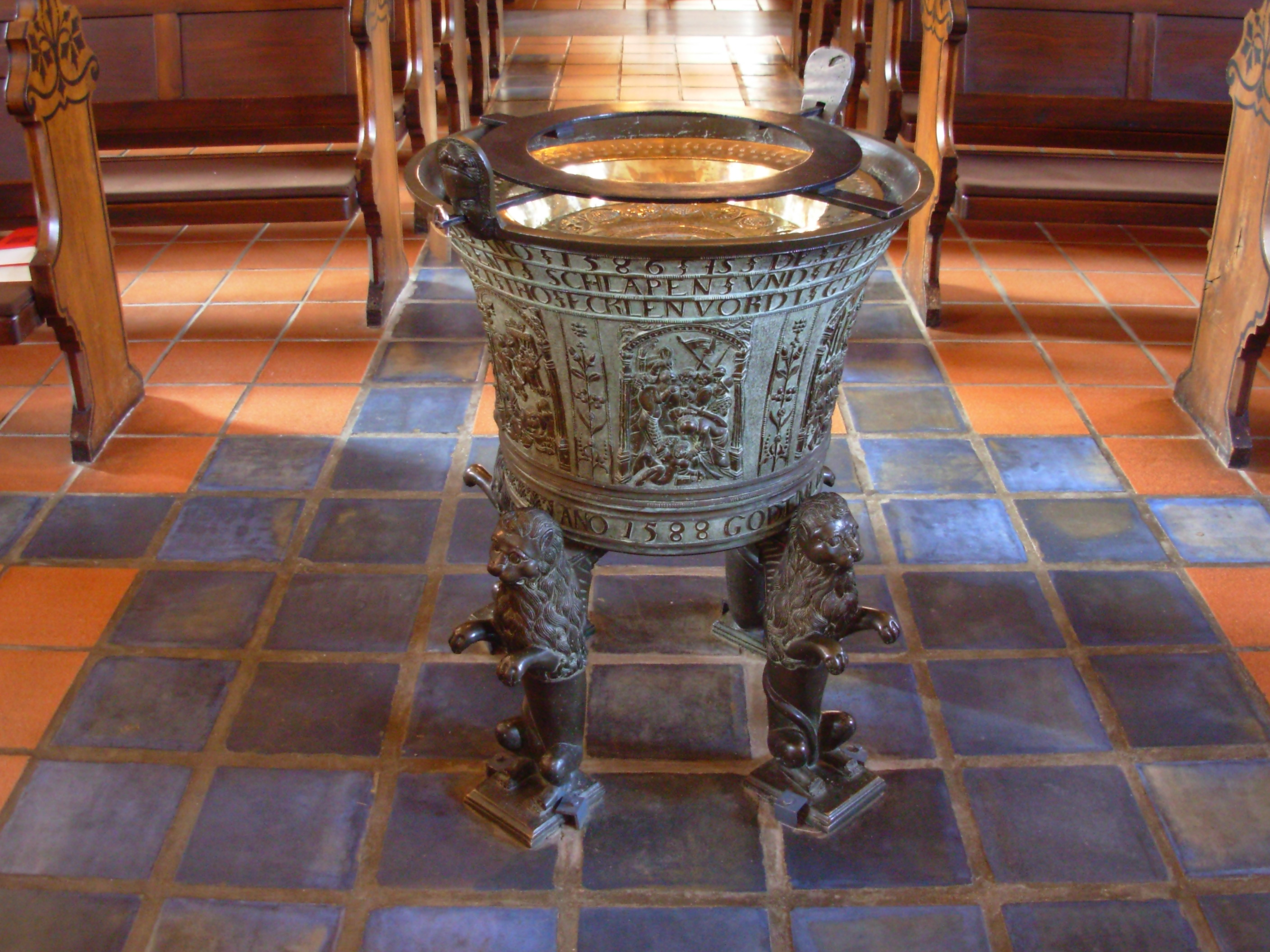
Taufbecken in Eckernförde

Michel Dibler war ein Sohn namentlich unbekannter Eltern. Auch seine Herkunft ist nicht bekannt. Am 1. Oktober 1559 heiratete er in Flensburg eine Frau namens Christine, deren Vater der Färber Marcus Ove war und die 1593 noch lebte. Das Ehepaar hatte sieben Kinder, von denen bel Diblers Tod noch die Söhne Marcus und Hans lebten. Wahrscheinlich hatte er bereits zuvor in der Gießerei von Gert van Mervelt gearbeitet, die auf dem Grundstück des ehemaligen Klosters lag. Nach dem Tod van Mervelts im Jahr 1558 führte er die Werkstatt fort und arbeitete im Jahr 1561 als königlicher Büchsenmacher. Im Juli 1561 wurde er zum königlichen Büchsengießer und Geschützmeister bestallt. 1562 erwarb er das Flensburger Bürgerrecht. 1567 war er nachweislich auch als Münzmeister tätig.
Dibler gehörte seit 1583 der Flensburger Bürgerschaftsdeputation an und übernahm 1590 für einige Zeit in Vertretung die Aufgaben eines der beiden Stadtkämmerer. Er schuf insbesondere Kirchenglocken sowie Geschütze, Leuchter, Grapen und vergleichbare Gegenstände. Zwischen 1560 und 1592 goss er nachweislich 27 Glocken, von denen noch 15 existieren. Hinzu kam 1588 ein Taufbecken der Sankt Nicolaikirche in Eckernförde und 1591 eines der Flensburger Marienkirche. Für die Gestaltung der Figuren verwendete er Vorlagen, so aus der Kleinen Passion von Albrecht Dürer.
Im Jahr 1562 goss er eine Glocke für die Kirche von Buphever auf der Insel Strand. Buphever ging in der Burchardiflut 1634 unter. Die Glocke wurde danach ins unweit gelegene Osterhever verbracht. Die Glocke die seit dem Jahr 1908 auf dem Museumsberg Flensburg aufbewahrt wurde, wurde 2017 wieder zurück nach Osterhever gebracht. Die von ihm gegossene Katharinenglocke der alten Katharinenkirche des Flensburger Franziskanerklosters befindet sich heute noch im Fundus des Städtischen Museums.
Dibler galt als der bedeutendste Gießer der Renaissance in Schleswig-Holstein. Sein Sohn Marcus († 1642) führte die Werkstatt seines Vaters weiter. Er stellte insbesondere tägliche Gebrauchsgegenstände her und ein Taufbecken für die St.-Marien-Kirche von Esgrus.
In Flensburg ist heute die Diblerstraße nach Michel Dibler benannt.